# Зимин (хутор)
Зимин — хутор в Псковской области России. Административно до 2015 года относился к Добрывичской области Бежаницкого района, в составе которой являлся единственным хутором из 70 входивших в неё населённых пунктов (остальные 69 были деревнями). В настоящее время входит в созданное путём объединения волостей сельское поселение Чихачёвское.

## Общие сведения
Рядом протекает река Самородовка и находится деревня Шилово (183 жителя).
| 2001 | 2002 | 2010 |
| ---- | ---- | ---- |
| 1    | →1   | ↘0   |

## Транспорт
Вблизи хутора расположен остановочный пункт 326 км железной дороги Новосокольники — Бежаницы — Дедовичи — Дно.